# Katastrofa lotu Pamir Airways 112
Katastrofa lotu Pamir Airways 112 miała miejsce 17 maja 2010 roku w górach Hindukusz w Afganistanie. Antonov 24B należący do afgańskiego przewoźnika Pamir Airways rozbił się w trakcie planowego lotu z Kunduz do Kabulu. W wyniku katastrofy śmierć poniosły 44 osoby, wszystkie znajdujące się na pokładzie.

## Samolot
Katastrofie uległ, wyprodukowany w 1972 roku, Antonov 24B o numerze rejestracyjnym YA-PIS (s/n 27307903). Maszyna trafiła do Pamir Airlines w lutym 2010.

## Lot 112
Samolot wystartował z Kunduz o 8:30 (czasu lokalnego) z 39 pasażerami i 5 członkami załogi na pokładzie. Według relacji maszyna zniknęła z radarów zaledwie 10 minut po starcie, a wrak odnaleziono, dwa dni później, 20 km od lotniska docelowego. Według relacji Ministra Lotnictwa Cywilnego Afganistanu, panowały „ekstremalne” warunki - na miejscu było zimno, padał śnieg i wiał silny wiatr. Przyczyną katastrofy był błędy ATC i pilota.

## Narodowości ofiar katastrofy
| Kraj              | Pasażerowie | Załoga | Razem |
| ----------------- | ----------- | ------ | ----- |
| Afganistan        | 28          | 5      | 33    |
| Tadżykistan       | 3           | -      | 3     |
| Turcja            | 3           | -      | 3     |
| Wielka Brytania   | 3           | -      | 3     |
| Pakistan          | 1           | -      | 1     |
| Stany Zjednoczone | 1           | -      | 1     |
| Razem:            | 39          | 5      | 44    |